# Torneo Argentino C
Torneo Argentino C jest piątą ligą argentyńską (najniższa liga zawodowa) rozgrywaną równolegle do odpowiadającej jej ligi stołecznej Primera D Metropolitana. W lidze bierze udział 196 klubów z 22 prowincji Argentyny (bez prowincji Tierra del Fuego). Kluby podzielone są na 50 stref po 4 zespoły (z których dalej awansują dwa) i 3 zespoły (awansuje zwycięzca grupy). Kolejna faza złożona z 96 klubów, prowadzona jest systemem pucharowym w postaci dwumeczów w trzech grupach-pucharach po 32 drużyny. Zwycięzcy tych pucharowych grup (3 kluby) uzyskują bezpośredni awans do Torneo Argentino B, a nawet uzyskują szansę awansu do Torneo Argentino A. Finaliści tych trzech grup pucharowych mają szansę walki o awans do Torneo Argentino B w barażach.

## Kluby biorące udział w Torneo Argentino C w sezonie 2005/06
Buenos Aires
Arrecifes: Obras Sanitarias (Arrecifes);
Ayacucho: Atlético Sarmiento (Ayacucho);
Azul 1: Chacarita Juniors (Azul);
Azul 2: Azul Athletic (Azul);
Bahía Blanca 1: Liniers (Bahía Blanca);
Bahía Blanca 2: Bella Vista (Bahía Blanca);
Balcarce 1: Amigos Unidos (Balcarce);
Balcarce 2: Racing Club (Balcarce);
Baradero: Atlético Baradero (Baradero);
Bragado: Sportivo Bragado (Bragado);
Coronel Dorrego: Atlético Ferroviario (Coronel Dorrego);
Coronel Pringles: Leandro N. Alem (Coronel Pringles);
Chascomús 1: Atlético Chascomús (Chascomús);
Chascomús 2: AD El Salado (General Belgrano);
Chivilcoy 1: Florencio Varela (Chivilcoy);
Chivilcoy 2: Independiente (Chivilcoy);
Dolores: Social Mar de Ajó (Mar de Ajó);
Escobar: Atlético Abrojal (Pilar);
General Madariaga: Deportivo Villa Gesell (Villa Gesell);
Junín 1: Jorge Newbery (Junín);
Junín 2: Villa Belgrano (Junín);
La Plata 1: A.D.I.P. (La Plata);
La Plata 2: Centro Fomento Los Hornos (Los Hornos);
Laprida: Jorge Newbery (Laprida);
Lincoln: Atlético Argentino (Lincoln);
Lobos 1: Deportivo Coreano (Lobos);
Lobos 2: Atlético Las Heras (Las Heras);
Luján: Atlético Luján (Luján);
Mar del Plata: FC Fortineros (Mar del Plata);
Mar del Plata: Club Atlético San José (Mar del Plata);
Mar del Plata: Club Atlético Unión (Mar del Plata);
Medanos: Fortín Club (Pedro Luro);
Mercedes: Club Mercedes (Mercedes);
Miramar: Los Santos del Oeste (Miramar);
Necochea: SD Villa del Parque (Necochea);
Pehuajó: Defensores del Este (Pehuajó);
Rauch: Juventud Agraria (Rauch);
Rivadavia: Atlético Rivadavia (América);
Rojas: Jorge Newbery (Rojas);
Saladillo 1: Centro Juvenil (Saladillo);
Saladillo 2: Unión Apeadero (Saladillo);
Salto: Defensores de Salto (Salto);
San Antonio de Areco: Deportivo San Carlos (Capitán Sarmiento);
San Nicolás 1: General Rojo (General Rojo);
San Nicolás 2: Social Ramallo (Ramallo);
San Pedro: Deportivo Nikkei (San Pedro);
Tandil 1: Independiente (Tandil);
Tandil 2: Ferrocarril Sud (Tandil);
Trenque Lauquen: Barrio Alegre (Trenque Lauquen);
Tres Arroyos: Deportivo Independencia (Gonzalo Chavez);
25 de Mayo 1: Defensores de Plaza España (25 de Mayo);
25 de Mayo 2: Atlético Argentinos (25 de Mayo);
Zárate: Atlético General Belgrano (Zárate).
Catamarca
Andalgala: San Lorenzo (Andalgala);
Belén: Tiro Federal (Belén);
SFV Catamarca 1: Sportivo Villa Cubas (S.F.V. Catamarca);
SFV Catamarca 2: Juventud Unida de Santa Rosa (S.F.V. Catamarca);
Valle Viejo: Independiente (San Antonio).
Chaco
Las Breñas 1: Deportivo San Jorge (Las Breñas);
Las Breñas 2: Atlético Charata (Charata);
Machagay 1: Deportivo Las Garcitas (Las Garcitas);
Machagay 2: El Fortín (Machagay);
Resistencia 1: Atlético Regional (Resistencia);
Resistencia 2: C.U.N.E. (Resistencia);
Resistencia 3: Resistencia Central (Resistencia);
Sáenz Peña 1: General Belgrano (Roque Saenz Peña);
Sáenz Peña 2: Atlético Sportivo (Roque Sáenz Peña);
Sáenz Peña 3: Sportivo Pampa (Pampa del Infierno);
Villa Ángela: Remedios de Escala (Villa Ángela);
Federación Chaqueña: Municipales (Resistencia).
Chubut
Esquel: General San Martín (Esquel);
Trelew 1: Germinal (Rawson);
Trelew 2: C.A.I. (Trelew).
Córdoba
Bell Ville 1: Atlético Matienzo (Monte Buey);
Bell Ville 2: Com. Dep. Teniente Origone (Justiniano Pose);
Bell Ville 3: Club Bell (Bell Ville);
Córdoba 1: Escuela Presidente Roca (Córdoba);
Córdoba 2: Las Palmas (Córdoba);
Córdoba 3: Argentino Peñarol (Córdoba);
Corral de Bustos: Sportivo Corralense (Corral de Bustos);
Laboulage: San Martín (Laboulage);
Río Cuarto 1: Atlético Adelia María (Adelia María);
Río Cuarto 2: Independiente Dolores (General Cabrera);
Río Cuarto 3: Sportivo y Biblioteca Atenas (Río Cuarto);
Río Tercero: Sportivo 9 de Julio (Rio Tercero);
San Francisco: Tiro Federal (Morteros);
Villa María 1: Atlético Ticino (Ticino);
Villa María 2: Colón (Arroyo Cabral).
Corrientes
Corrientes 1: Atlético Huracan (Corrientes);
Corrientes 2: Lipton FC (Corrientes);
Corrientes 3: Cambá Cuá (Corrientes);
Curuzú Cuatiá: Deportivo Victoria (Curuzú Cuatiá);
Goya: Sportivo: Santa Lucía (Santa Lucía);
Mercedes: Villa Rivadavia (Mercedes);
Federación Correntina: Deportivo Rivera (Paso de Los Libres);
Paso de los Libres 1: Atlético Guaraní (Paso de los Libres);
Paso de los Libres 2: Deportivo Puente Seco (Paso de los Libres);
Santo Tomé 1: Barcelona (Santo Tomé);
Santo Tomé 2: Crisol de San Martin (Gobernador Virasoro).
Entre Ríos
Chajarí: Los Conquistadores (Chajarí);
Colón: Defensores de Colón (Colón);
Concepción del Uruguay: Almagro (Concepción del Uruguay);
Concordia 1: Atlético Libertad (Concordia);
Concordia 2: Colegiales (Concordia);
Federal: Defensores del Sur (Federal);
Gualeguaychú: Unión de El Suburbio (Gualeguaychú);
La Paz: Sportivo Comercio (La Paz);
María Grande 1: Juventud Sarmiento (Hasenkamp);
María Grande 2: Atlético Litoral (María Grande);
Paraná: Talleres MP (Paraná);
San José de Feliciano: Deportivo Unión (San José de Feliciano);
Federación Entrerriana: Unión de Crespo (Crespo).
Formosa
Clorinda: Juventud (Clorinda);
Formosa 1: General San Martín (Formosa);
Formosa 2: Chacra 8 (Formosa);
Formosa 3: Defensores de Formosa (Formosa);
Pirané 1: SD San Miguel (Pirané);
Pirané 2: Deportivo Tablita (Pirané);
Federación Formoseña: Sol de América (Formosa).
Jujuy
El Carmen 1: Sportivo Rivadavia (Perico del Carmen);
El Carmen 2: Atlético El Carmen (Perico del Carmen);
Lib. Gral. San Martín 1: Sportivo Alberdi (Lib. Gral. San Martín);
Lib. Gral. San Martín 2: Atlético Providencia (San Pedro);
SS de Jujuy 1: Sportivo Los Perales (San Salvador);
SS de Jujuy 2: General Lavalle (San Salvador).
La Pampa
General Pico 1: Ferrocarril Oeste (General Pico);
General Pico 2: Ferrocarril Oeste (Intendente Alvear);
General Pico 3: Costa Brava (General Pico);
Santa Rosa 1: Deportivo Mac Allister (Santa Rosa);
Santa Rosa 2: All Boys (Santa Rosa).
La Rioja
Chilecito 1: Atlético Anguinan (Anguinan);
Chilecito 2: Defensores de la Plata (Chilecito);
La Rioja 1: Américo Tesorieri (La Rioja);
La Rioja 2: Andino SC (La Rioja).
Mendoza
General Alvear: Unión S. y Dep. Bowen (Bowen);
Mendoza 1: Deportivo Guaymallén (Rodeo de la Cruz);
Mendoza 2: Huracán Las Heras (Las Heras);
Mendoza 3: Atlético Argentino (Mendoza);
Mendoza 4: Gutiérrez Sport Club (Mendoza);
San Rafael: Deportivo Argentino (San Rafael).
Misiones
Posadas 1: Atlético Posadas (Posadas);
Posadas 2: Atlético Huracán (Posadas);
Oberá: Atlético Campo Grande (Campo Grande);
Eldorado: Deportivo Vicov (Victoria).
Neuquén
Neuquén 1: Atlético Villa Iris (Neuquén);
Neuquén 2: Los Canales (Plottier);
Neuquén 3: Atlético Maronese (Neuquén).
Río Negro
Bariloche: Estudiantes Unidos (Bariloche); 
Cipolletti 1: Unión Alem Progresista (Allen);
Cipolletti 2: Academia Pillmantun (Cipolletti);
Río Colorado: Dep. Independiente (Río Colorado);
Viedma 1: Deportivo Patagones (Carmen de Patagones);
Viedma 2: Sol de Mayo (Viedma);
Viedma 3: Los Menucos (Los Menucos).
Salta
Joaquín V. González 1: Deportivo YPF (Joaquín V. González);
Joaquín V. González 2: Sportivo Estrella (Taco Pozo-Chaco);
Cafayate: La Florida (Cafayate);
Cerrillos 1: Atlético Cerrillos (Cerrillos);
Cerrillos 2: Social Baroquímica (Campo Quijano);
El Tabacal: Atlético Mitre (Orán);
Metan: San José (Metán);
Salta 1: Atlético Sanidad (Salta);
Salta 2: Los Cachoros (Salta);
Tartagal: Defensor Villa Saavedra (Tartagal);
Rosario de la Frontera: General Güemes (Rosario de la Frontera).
San Juan
San Juan: Sp. Juan Bartolomé Del Bono (Rivadavia).
San Luis
San Luis 1: Defensores del Oeste (San Luis);
San Luis 2: Deportivo Arizona (Arizona);
Villa Mercedes 1: Jorge Newbery (Villa Mercedes);
Villa Mercedes 2: Villa del Parque (Villa Mercedes).
Santa Cruz
Caleta Olivia: Estrella del Sur (Caleta Olivia);
Cte. Luis Piedrabuena: Sportivo Santa Cruz (Puerto Santa Cruz);
Río Gallegos 1: Boxing Club (Río Gallegos);
Río Gallegos 2: Lago Argentino (El Calafate);
Federación Patagonia: Estrella del Norte (Caleta Olivia).
Santa Fe
Cañada de Gómez: AC Las Parejas (Las Parejas); 
Casilda: Atlético Sanford (Sanford);
Esperanza: Atlético Libertad (San Jerónimo Note);
Rafaela 1: Argentino Quilmes (Rafaela);
Rafaela 2: Ferrocarril del Estado (Rafaela);
Rafaela 3: Peñarol (Rafaela);
San Jorge 1: Atlético Americano (Carlos Pellegrini);
San Jorge 2: Atlético Piamonte (Piamonte);
Santa Fe 1: Gimnasia y Esgrima (Santa Fe);
Santa Fe 2: La Perla del Oeste (Recreo);
Santa Fe 3: Atlético Argentino (Santa Fe);
Venado Tuerto: Sportivo Rivadavia (Venado Tuerto);
Villa Constitución: Independiente FC (Villa Constitución);
Villa Ocampo: Ocampo Fábrica (Villa Ocampo).
Santiago de Estero
Añatuya 1: Veteranos Unidos (Añatuya);
Añatuya 2: Talleres General Belgrano (Añatuya);
Frías 1: Atlético Talleres (Frías);
Frías 2: Instituto Tráfico (Frias);
Santiago de Estero 1: Sarmiento (La Banda);
Santiago de Estero 2: Unión Santiago (Santiago del Estero);
Santiago de Estero 3: Central Argentino (La Banda).
Tucumán
Tucumán 1: San Fernando (Ingenio Leales);
Tucumán 2: Sportivo Guzmán (San Miguel);
Tucumán 3: Unión del Norte (Burruyacu).